# تیلور ویلی
تیلور ویلی (انگلیسی: Taylor Wily؛ زادهٔ ۱۴ ژوئن ۱۹۶۸ – درگذشتهٔ ۲۰ ژوئن ۲۰۲۴) ریکیشی، ورزشکار هنرهای رزمی ترکیبی و بازیگر اهل ایالات متحده آمریکا بود.
از فیلم‌ها یا برنامه‌های تلویزیونی که وی در آنها نقش داشته‌است، می‌توان به فراموش کردن سارا مارشال اشاره کرد.